# October Road
October Road, un nouveau départ (October Road) est une série télévisée américaine en 19 épisodes de 42 minutes créée par André Nemec, Scott Rosenberg et Josh Appelbaum et diffusée entre le 15 mars 2007 et le 10 mars 2008 sur le réseau ABC.
En France, la série est diffusée à partir du 6 octobre 2008 sur Série Club. Elle reste inédite dans les autres pays francophones.

## Synopsis
Nick Garrett est parti de sa ville natale pour visiter l'Europe et se retrouver. Il a laissé derrière lui sa petite amie Hannah, son meilleur ami Eddie et sa famille.
Dix ans ont passé. Nick est maintenant un auteur connu vivant à New York et ayant fini son nouveau livre. C'est alors que son agent lui conseille de présenter son nouveau projet à une classe de l'université de Knights Ridge, Massachusetts, sa ville natale. Nick est excité de rentrer chez lui, mais réalise vite que tout le monde n'est pas de son avis.
Hannah a un fils, Sam, âgé de 10 ans. Eddie a du ressentiment envers Nick puisqu'il a laissé tomber leur collaboration tandis que d'autres sont dérangés par ce que Nick a écrit dans son livre. Nick apprendra qu'il faudra du temps avant de retrouver sa place dans la ville.

## Distribution
- Bryan Greenberg (VF : Damien Boisseau) : Nick Garrett
- Laura Prepon (VF : Vanina Pradier) : Hannah Daniels
- Tom Berenger (VF : Hervé Jolly) : Bob « The Commander » Garrett
- Warren Christie (VF : Mathias Kozlowski) : Ray « Big Cat » Coltado
- Odette Yustman (VF : Karine Foviau) : Aubrey Diaz
- Geoff Stults (VF : Yann Peira) : Eddie Latekka
- Jay Paulson (VF : Taric Mehani) : Phillip « Physical Phil » Farmer
- Slade Pierce : Sam Daniels
- Evan Jones (VF : Jérémy Prevost) : David « Ikey » Ikeman
- Brad William Henke (VF : Xavier Fagnon) : Owen Rowan
- Rebecca Field : Janet Meadows (récurrente saison 1)
- Lindy Booth : « Pizza Girl » (récurrente saison 1)

## Développement
Lors des Upfronts en mai 2006, ABC n'avait initialement pas retenu la série pour la saison 2006-2007. Le 17 octobre 2006, après négociations, ABC commande cinq épisodes (plus le pilote) pour la mi-saison. La production a débuté en novembre 2006 à Atlanta.
Satisfaite des audiences, ABC renouvelle la série pour une deuxième saison le 11 mai 2007 de treize épisodes. La production reprend à Los Angeles début août et est diffusée à partir du 22 novembre.
La série est annulée le 12 mai 2008, faute d'audiences.

## Épisodes

### Première saison (2007)
1. Retour à Knights Ridge (Pilot)
2. Retour de bâton (The Pros and The Cons of Upsetting the Applecart)
3. Leçon de séduction (Tomorrow's So Far Away)
4. Rendez-vous cachés (Secrets and Guys)
5. Les Yeux grands fermés (Forever Until Now)
6. Les Fenêtres de l'amitié (Best Friends Windows)

### Deuxième saison (2007-2008)
1. À la recherche d'Owen (Let's Get Owen)
2. Raz-de-marée (How to Kiss Hello)
3. Le Circuit de l'infidélité (The Infidelity Tour)
4. Le Tour du quartier (Deck the Howls)
5. Tempête de neige (Once Around the Block)
6. Le clown qui ne souriait jamais (Revenge of the Cupcake Kid)
7. Le Concours d'orthographe (Spelling It Out)
8. Le temps retrouvé (Dancing Days Are Here Again)
9. Souvenirs (We Lived Like Giants)
10. La Vérité nue (Hat? No Hat?)
11. Angela (Stand Alone By Me)
12. Ruptures et retrouvailles - Partie 1 (The Fine Art of Surfacing)
13. Ruptures et retrouvailles - Partie 2 (As Soon As You Are Able)

## Commentaires
Même s'il y avait la présence de l'actrice Laura Prepon de That '70s Show, cela n'a pas suffi pour marquer la présence de la série.